# Moritz Schiff
Moritz Schiff (Francoforte sul Meno, 28 gennaio 1823 – Ginevra, 6 ottobre 1896) è stato un fisiologo e anatomista tedesco.

## Biografia
Nato in una famiglia di commercianti di origine ebraica, fratello del chimico Hugo Schiff, frequentò le scuole primarie e secondarie al Senckenbergische Institut, nella città natale. Nel 1840 si iscrisse in medicina all'università di Heidelberg, dove fu allievo di Friedrich Tiedemann, il grande anatomista che dimostrò fra l'altro l'assenza di razze nella specie Homo sapiens sapiens. Si spostò alla Humboldt Universität di Berlino, per studiare seguire Johannes Peter Müller (1842), e l'anno successivo all'Università Georg-August di Gottinga, dove si laureò sotto la guida di Rudolph Wagner (1844).
Dopo la laurea in medicina, iniziò l'attività di ricerche in zoologia al Jardin des Plantes di Parigi; studiò con François Magendie e divenne assistente di François Longet e di Carlo Matteucci. Nel 1845 tornò a Francoforte con l'intenzione di esercitare la professione medica; continuò comunque l'attività di ricerca sperimentale in fisiologia in un piccolo laboratorio casalingo; nel 1846 divenne membro della sezione di ornitologia del Museo Senckenberg. Nel 1848 partecipò come un medico con le forze rivoluzionarie di Baden-Baden.
Le idee politiche di Schiff costituirono un ostacolo per la carriera universitaria. Nel 1854 si recò pertanto all'Università di Berna, dove nel 1856 divenne assistente di anatomia comparata e zoologia. Nel 1862 divenne professore incaricato di Zoologia, anatomia e fisiologia comparata dei Vertebrati al R. Istituto di Studi Superiori Pratici e di Perfezionamento in Firenze, dove fu per quasi quindici anni docente ordinario di Fisiologia comparata. Nel 1876 ottenne la cattedra di fisiologia all'Università di Ginevra, dove rimase fino alla morte.

## Ricerca
Il suo primo importante contributo di Schiff alla scienza medica riguarda la funzione della ghiandola tiroide. Nel 1856, a Berna, dimostrò che la rimozione sperimentale della tiroide portava a morte i cani; più tardi dimostrò che la somministrazione di estratto tiroideo nell'animale tiroidectomizzato era in grado di prevenire la morte. Utilizzò con successo estratti tiroidei di ovini e bovini per trattare gli esseri umani ipotiroidei o tiroidectomizzati per gozzo.
Schiff diede altri contributi notevoli alla fisiologia umana. Fu il primo a notare l'influsso del sistema nervoso sul circolo sanguigno, il ruolo del nervo vago sulla funzione cardiaca e il ruolo degli acidi e dei sali biliari. Gli viene attribuita anche l'introduzione della tecnica del massaggio cardiaco a torace aperto.

## Famiglia
Suo figlio Robert fu chimico come il fratello Ugo, di cui proseguì le ricerche sulla condensazione di aldeidi e ammine.

## Scritti
- Moritz Schiff. Untersuchungen zur Physiologie des Nervensystems mit Berücksichtigung der Pathologie. Frankfurt am Main, Literarische Anstalt, 1855.
- Moritz Schiff.  Untersuchungen über die Zuckerbildung in der Leber, und den Einfluss des Nervensystems auf die Erzeugung der Diabetes. Würzburg, Verlag der Stahel'schen Buch -und Kunsthandlung, 1859.
- Moritz Schiff. Lehrbuch der Physiologie des Menschen: I. Muskel- und Nervenphysiologie (in ital: Compendio di fisiologia umana). Lahr, M. Schauenburg, 1858-1859.
- Moritz Schiff. Contribution à la physiologie: De l'inflammation et de la circulation. Paris, 1873.
- Moritz Schiff. Lezioni di fisiologia sperimentale sul sistema nervoso encefalico date dal Prof. Maurizio Schiff nel R. Museo di Firenze nell'anno 1864-65 e compilate per cura del Prof. Pietro Marchi. Firenze, Cammelli, 1865 (II edizione, 1873).